# Plouharnel
Plouharnel (en bretó Plouharnel) és un municipi francès, situat a la regió de Bretanya, al departament d'Ar Mor-Bihan. L'any 2006 tenia 1.883 habitants.

## Toponímia
En bretó es fan servir indistintament els noms de Plouharnel i de Plarnel.
El nom de Plouharnel es compon de plou = parròquia i "Arnel" que li dona el significat de parròquia d'Arnel. sant Armel és el nom d'un sant, també conegut com a "Armel des Boschaux" que també és l'origen d'altres topònims: Ploërmel, Plouarzel, Saint-Armel, Ergué-Armel.
Saint-Armel estâ representat en una imatge a l'església local que data de 1840.

## Demografia
| 1962                                       | 1968  | 1975  | 1982  | 1990  | 1999  |  |
| ------------------------------------------ | ----- | ----- | ----- | ----- | ----- |  |
| 1.478                                      | 1.487 | 1.492 | 1.525 | 1.653 | 1.700 |  |
| Des de 1962: població sense dobles comptes |       |       |       |       |       |  |

## Administració
| Període   | Identitat      | Partit        |
| --------- | -------------- | ------------- |
| 1977-1989 | Le Corvec      | UDF           |
| 1989-1995 | Charles Kerino | Divers droite |
| 1995-     | Gérard Pierre  | MPF           |